# 양메이구

양메이 구의 위치

양메이구(한국어: 양매구, 중국어: 楊梅區, 병음: Yángméi Qū)는 중화민국 타오위안 시의 시할구이다. 넓이는 89.1229km2이고, 인구는 2015년 8월 기준으로 159,968명이다.

## 역사
양메이 구는 옛날에는 원주민인 케타갈란족의 활동 지역이었다. 청조에 의한 대만 통치가 시작되면서, 한족은 북부 연해 지구의 개발에 착수하여, 1708년 고(古)씨의 객가인이 양매 상전리 일대로의 이주를 시작해, 사자계(社子溪)를 따라서 개간을 진행시켜 갔다. 1785년이 되면서 한족에 의한 대규모 개간이 진행되어 제협화(諸協和)라는 단체를 조직 해 현재의 시가지를 개간했다. 일본 통치 시대가 된 1901년, 도엔 청이 설치되었고 그 아래의 요바이 력(楊梅壢)이 3개의 지구를 관할하게 되었다. 1920년, 요바이 지청의 3구는 요바이, 신오쿠의 2장으로 개편되었다. 전후의 1946년 4월, 양메이 진이 설치되었다. 2010년 8월 1일, 진에서 현할시로 승격되었다.

## 교통
- 타이완 철로관리국 종관선
- 국도 1호선